# Séverni (Pávlovskaya, Krasnodar)
Séverni (en ruso: Северный) es un jútor del raión de Pávlovskaya del krai de Krasnodar, en Rusia. Está situado a orillas de un pequeño afluente por la derecha del río Sosyka, afluente del Yeya, 21 km al este de Pávlovskaya y 145 km al nordeste de Krasnodar, la capital del krai. Tenía 1 190 habitantes en 2010.
Es cabeza del municipio Sévernoye, al que también pertenecen Krasni y Svobodni. El total de población del municipio era de 2 288 habitantes.

## Economía
Las principales actividades económicas de la región son la agricultura y la ganadería (la principal empresa es ZAO Sosykskoye-ЗАО «Сосыкское»).